# Cédric Da Silva
Cédric Da Silva est un joueur de volley-ball français né le 8 août 1996 à Saint-Jean-de-Braye (Loiret). Il mesure 1,90 m et joue au poste de passeur.

## Biographie
Après avoir fait neuf ans de football étant petit, il commence le volley à 12 ans au club de Neuville aux Bois en accompagnant ses sœurs Julie et Anaïs à leurs entraînements. Il continue ensuite son évolution en catégories jeunes au club de Fleury-les-Aubrais.
À 15 ans, il commence à se spécifier à la passe.
Et, c'est en suivant ce parcours atypique, hors des repérages traditionnels, qu'il arrive à 16 ans au club de Saint-Jean-de-Braye pour prendre le poste de passeur dans l'équipe évoluant en Nationale 3 (N3).
En 2013, il intègre le centre de formation du Goëlo Saint-Brieuc Côtes d'Armor en tant que passeur. C'est lors de cette saison, à 17 ans, qu'il fait sa première apparition en Pro B. L'année suivante, alors que le club a été relégué en Nationale 1 (N1), il remporte la coupe de France amateur après que l'équipe ait fini première du championnat.
En 2017, il devient joueur professionnel au club de l'Association sportive Orange Nassau dans lequel il passe trois saisons. L'équipe évolue alors en Nationale 1. Deuxième du championnat, elle est promue en Pro B et remporte la coupe de France amateur.
En 2018, il intègre le Grand Nancy Volley-Ball, club qui évolue en Pro B.

## Clubs
| Saison    | Clubs                              |
| --------- | ---------------------------------- |
| 2008-2009 | Neuville Sports Volley-Ball        |
| 2009-2010 | CJF Fleury Les Aubrais Volley      |
| 2010-2011 | CJF Fleury Les Aubrais Volley      |
| 2011-2012 | Neuville Sports Volley-Ball        |
| 2012-2013 | SMOC Volley-Ball                   |
| 2013-2014 | Goëlo Côtes d'Armor Volley Ball    |
| 2014-2015 | Goëlo Côtes d'Armor Volley Ball    |
| 2015-2016 | Association sportive Orange Nassau |
| 2016-2017 | Association sportive Orange Nassau |
| 2017-2018 | Association sportive Orange Nassau |
| 2018-2019 | Grand Nancy Volley-Ball            |
| 2019-2020 | Grand Nancy Volley-Ball            |
| 2021-2023 | Chaumont Volley-Ball               |

## Palmarès
| Saison    | Titre                                   | Club                               |
| --------- | --------------------------------------- | ---------------------------------- |
| 2014-2015 | Champion de France N1                   | Goëlo Côtes d'Armor Volley Ball    |
| 2014-2015 | Vainqueur de la Coupe de France amateur | Goëlo Côtes d'Armor Volley Ball    |
| 2015-2016 | Vice-champion de France N1              | Association sportive Orange Nassau |
| 2015-2016 | Vainqueur de la Coupe de France amateur | Association sportive Orange Nassau |
| 2021-2022 | vainqueur de la coupe de France         | Chaumont Volley-Ball               |